# Rupert Hartl
Rupert Walter Hartl (* 2. April 1921 in Reichenau im Mühlkreis; † 6. März 2006 in Linz) war ein österreichischer Jurist und sozialdemokratischer Politiker.

## Leben
Rupert Hartl wurde am 2. April 1921 als Sohn des Hausbesitzers Rupert Hartl (* 2. Juli 1890) und dessen Ehefrau Emilie (geborene Mehringer; * 19. April 1900) in Reichenau im Mühlkreis geboren und am 4. April 1921 auf den Namen Rupert Walter getauft. Seine Eltern hatten am 19. Oktober 1920 geheiratet.
Hartl besuchte in Linz das Gymnasium im Kollegium Petrinum (wo er Klassenkollege des späteren Landeshauptmann Erwin Wenzl war), die achte Klasse absolvierte er im Linzer Staatsgymnasium an der Spittelwiese. Gleich nach der Schulzeit musste er zur Wehrmacht, wo er als Oberleutnant in amerikanische Kriegsgefangenschaft geriet, aus der er jedoch noch vor Kriegsende 1945 flüchten konnte. Anschließend studierte er Rechtswissenschaften in Graz und Innsbruck und wurde im Februar 1948 promoviert. Er schlug vorerst die Richterlaufbahn ein.
Hartl trat im Jahr 1949 der SPÖ bei. Er war von 1956 bis 1964 erster Vorsitzender der Gewerkschaftssektion Richter und Staatsanwälte für Oberösterreich, was ihn der Politik näher brachte. Im Jahr 1967 wurde er Abgeordneter zum oberösterreichischen Landtag, dort wurde der Jurist zum Ersten Präsidenten des Landtages gewählt. 1969 wurde er zum Landesrat bestellt, wo er für das Sozial- und Gesundheitsreferat zuständig war. Hartl war von 1974 bis 1982 Landeshauptmann-Stellvertreter und gleichzeitig Vorsitzender der Sozialdemokratischen Partei Oberösterreichs. Während seiner Tätigkeit als Landtagspräsident leitete er eine grundlegende Reform der oberösterreichischen Landesverfassung ein und schloss diese auch ab. Für ganz Österreich richtungsweisend waren seine sozial- und gesundheitspolitischen Tätigkeiten, die Fertigstellung des OÖ. Krankenanstaltenplans, des OÖ. Landesaltenplans und des OÖ. Sozialhilfegesetzes.
1982 trat er als Parteivorsitzender zurück und schied aus der Politik aus. Im Ruhestand wandte er sich dem Schreiben von Sachbüchern zu.
Am 6. März 2006 starb er kurz vor seinem 85. Geburtstag in Linz. Er wurde am Urnenhain Linz-Urfahr bestattet.

## Veröffentlichungen
- Österreich oder Der schwierige Weg zum Sozialismus. Orac, Wien 1986, ISBN 3-7015-0038-X
- Wem gehört Hitler – Wohin gehört Österreich? Ennsthalerverlag, 1995, ISBN 978-3-85068-461-3

## Auszeichnungen
- Goldenes Goldenes Ehrenzeichen mit dem Stern für Verdienste um die Republik Österreich (1975)[2]
- Großes Goldenes Ehrenzeichen des Landes Oberösterreich (1982)
- Mit Gemeinderatsbeschluss wurde er zum Ehrenbürger von Puchenau ernannt.
- 1978 wurde er Ehrenbürger der Stadt Perg.
- Ehrenring der Stadt Linz
- Ehrenring der Stadt Wels